# Zimtapfel
Der Zimtapfel (Annona squamosa), auch Rahmapfel, Süßsack, Zuckerapfel oder Rahm-Annone genannt, ist eine Pflanzenart aus der Gattung Annona innerhalb der Familie der Annonengewächse (Annonaceae). Sie stammt aus der Neotropis und wird wegen ihrer schmackhaften Früchte in den Tropen bis Subtropen in zahlreichen Sorten angebaut.

## Beschreibung

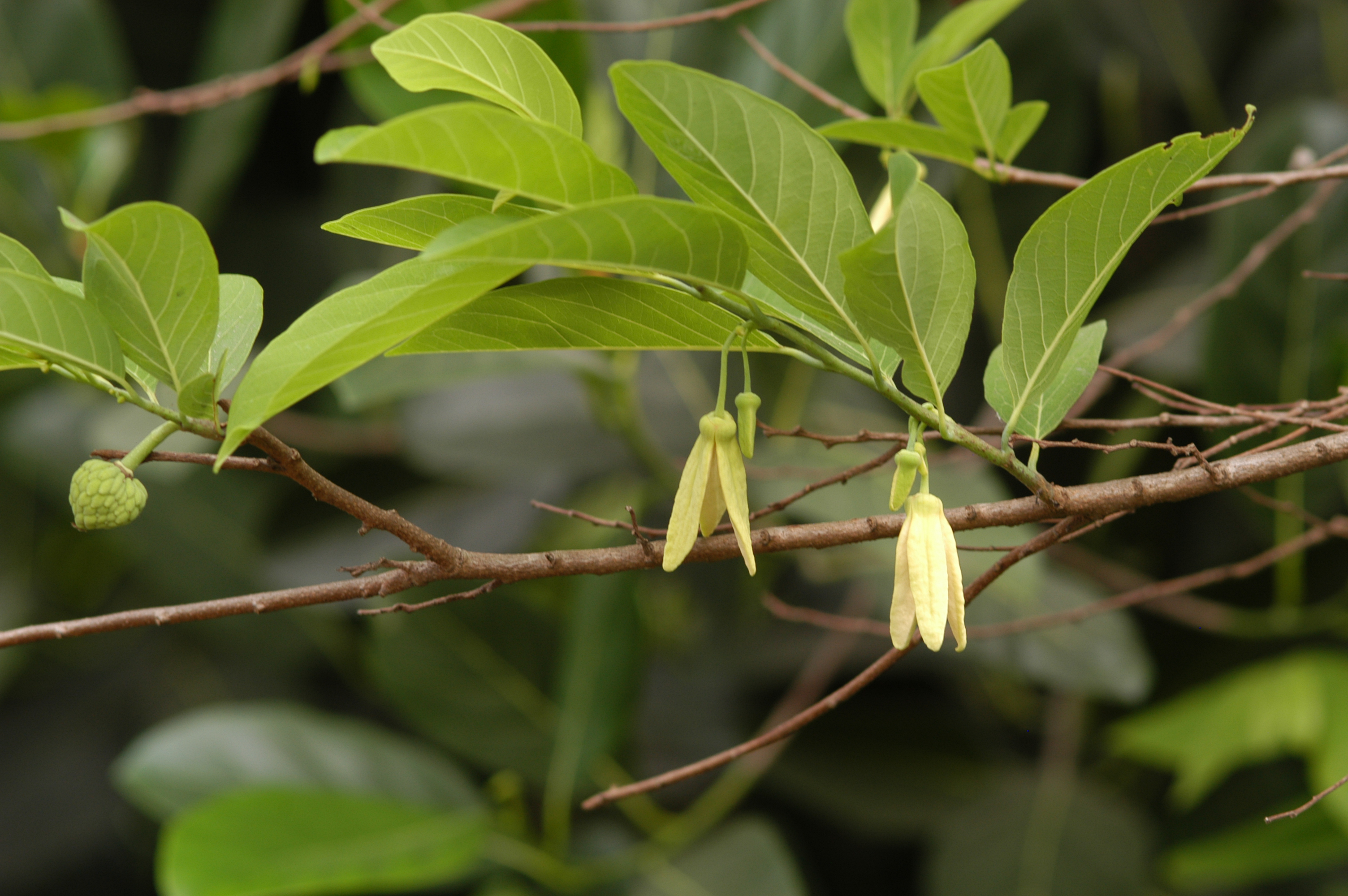
Zweig mit hängenden Blüten

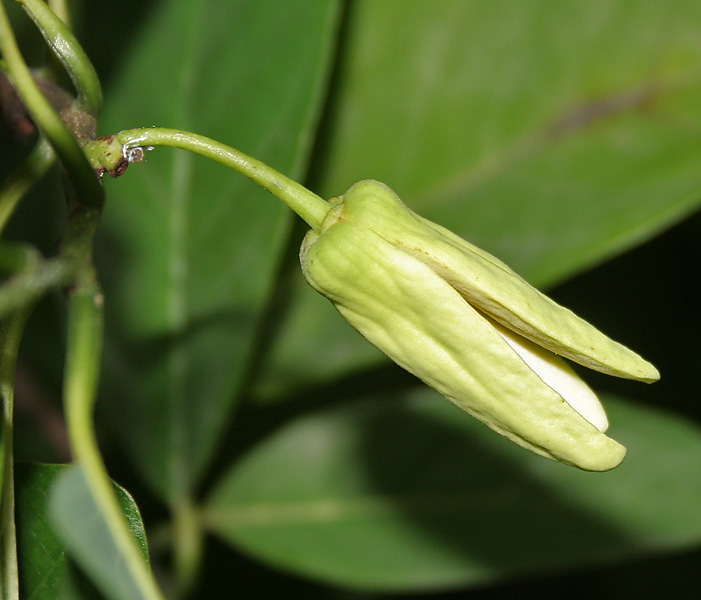
Gestielte Blüte

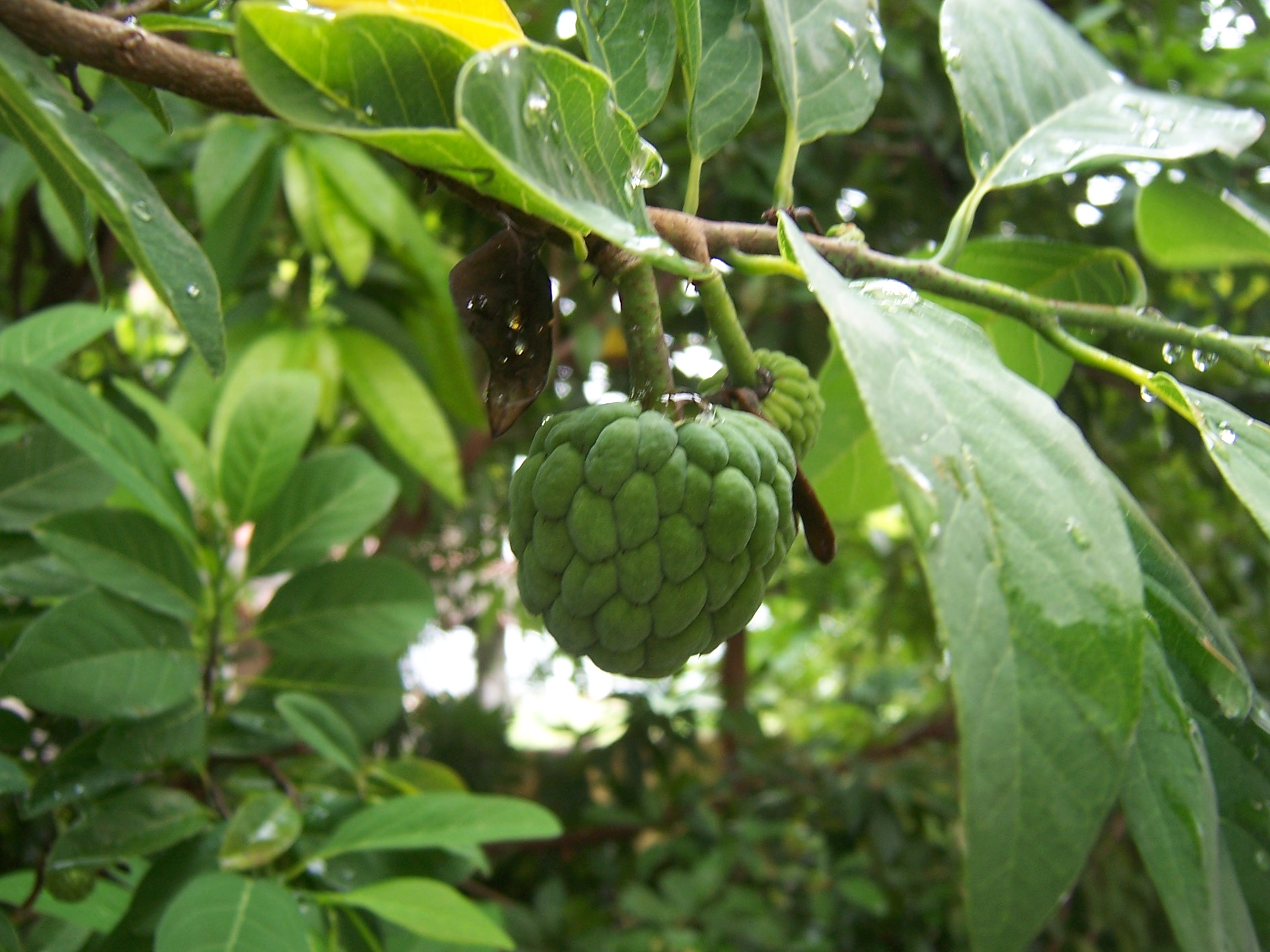
Früchte und Laubblätter

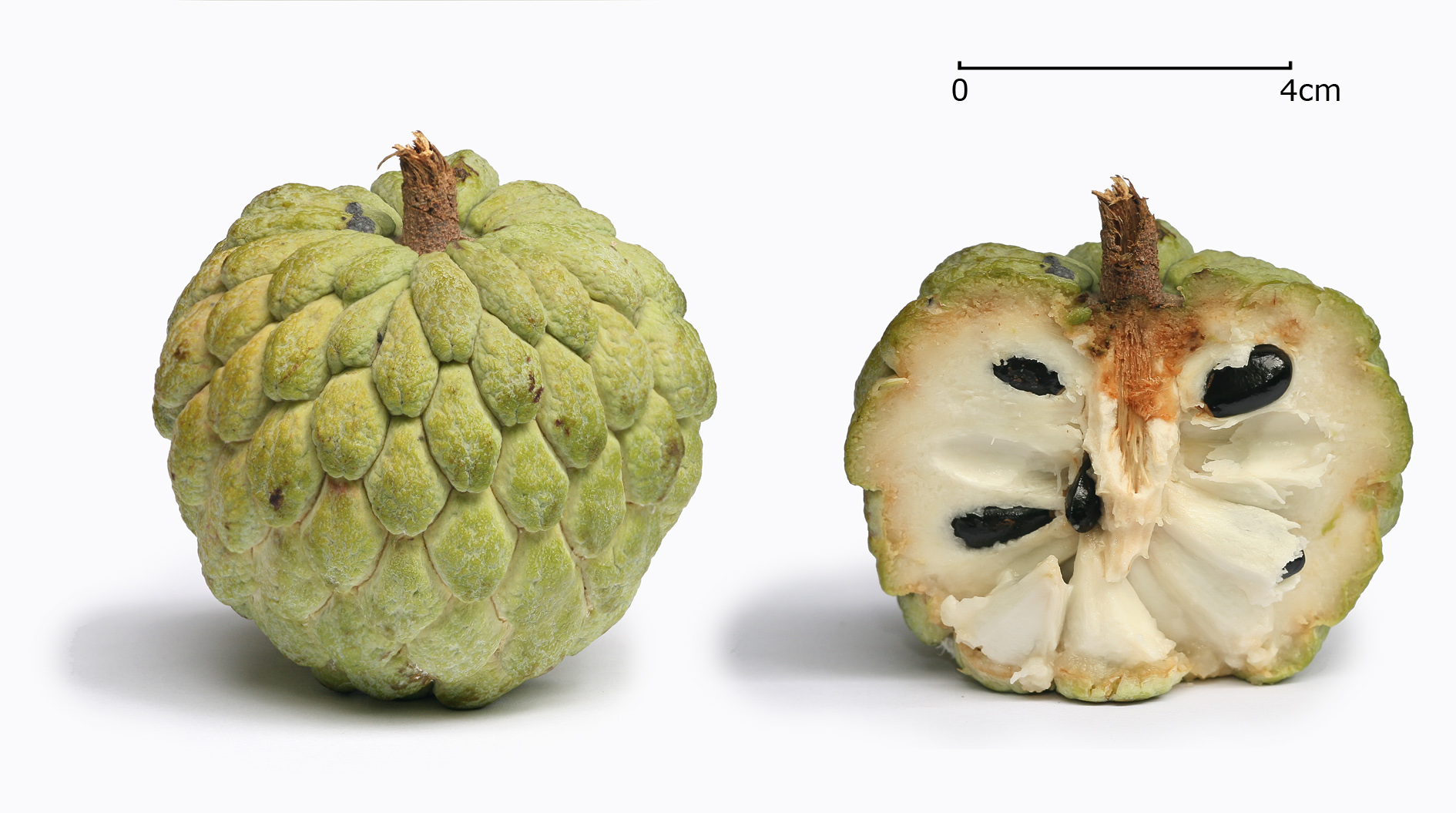
Geöffnete Frucht mit von Pulpe umgebenen Samen

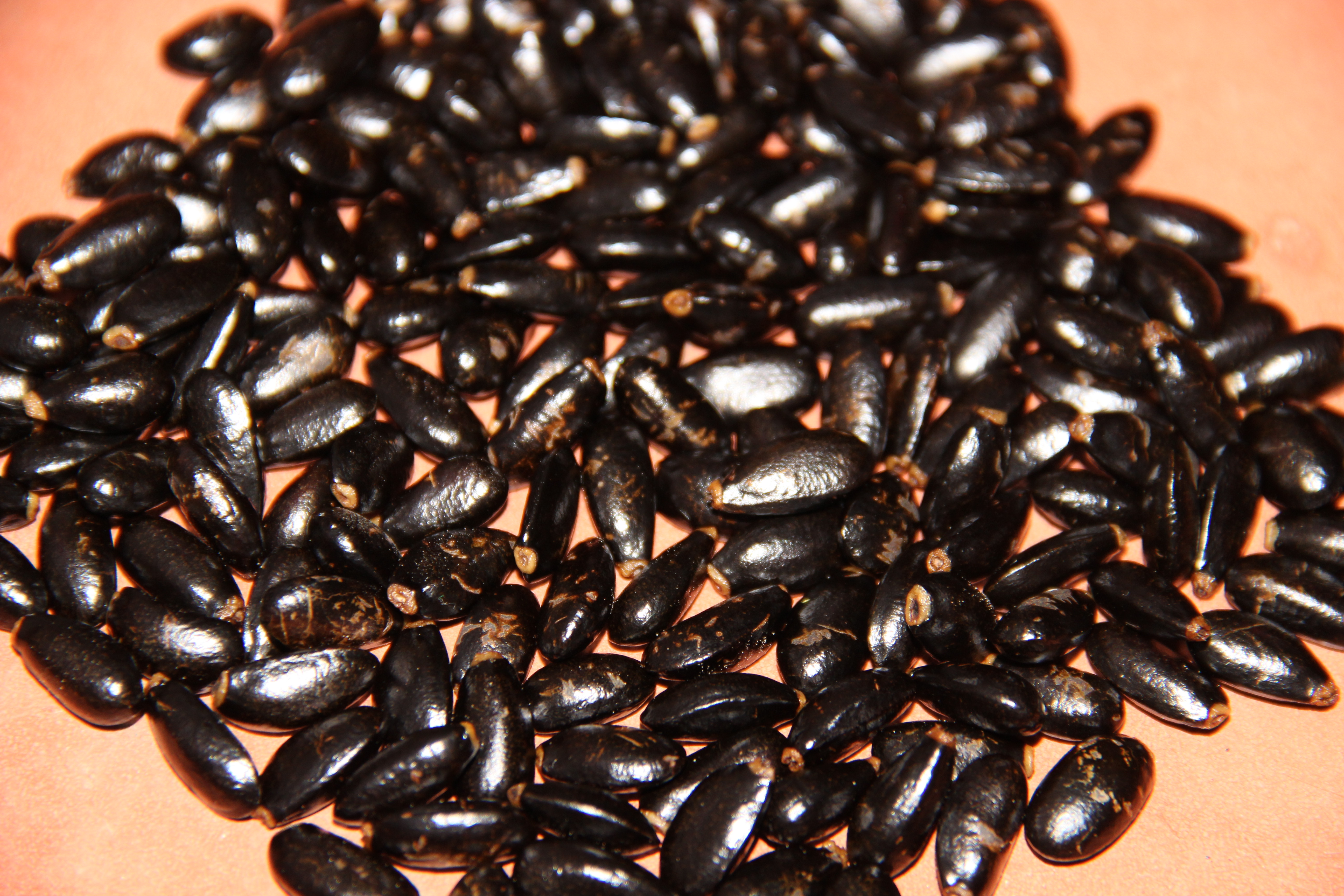
Samen

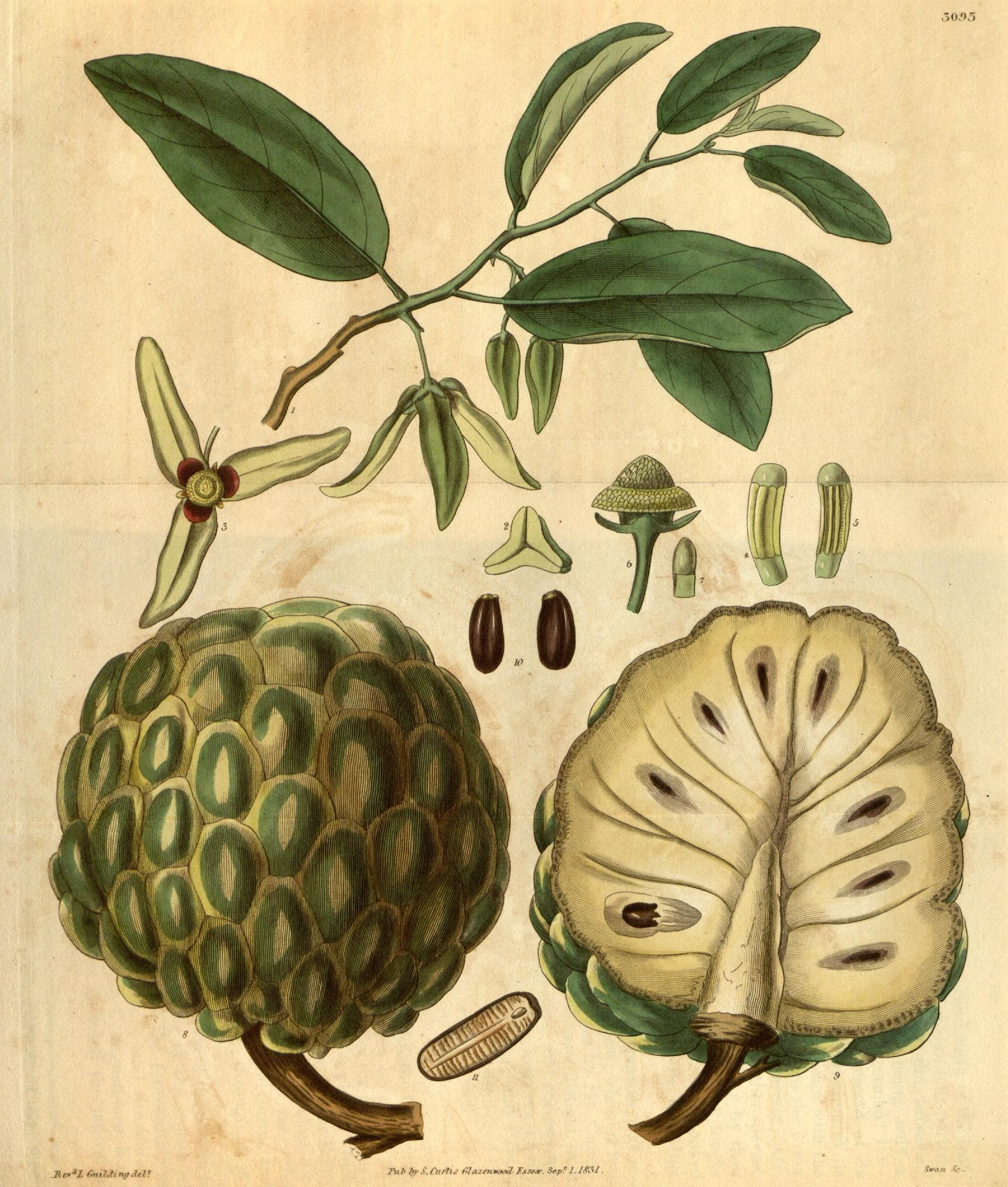
Illustration aus Curtis's Botanical Magazine, Tafel 3095

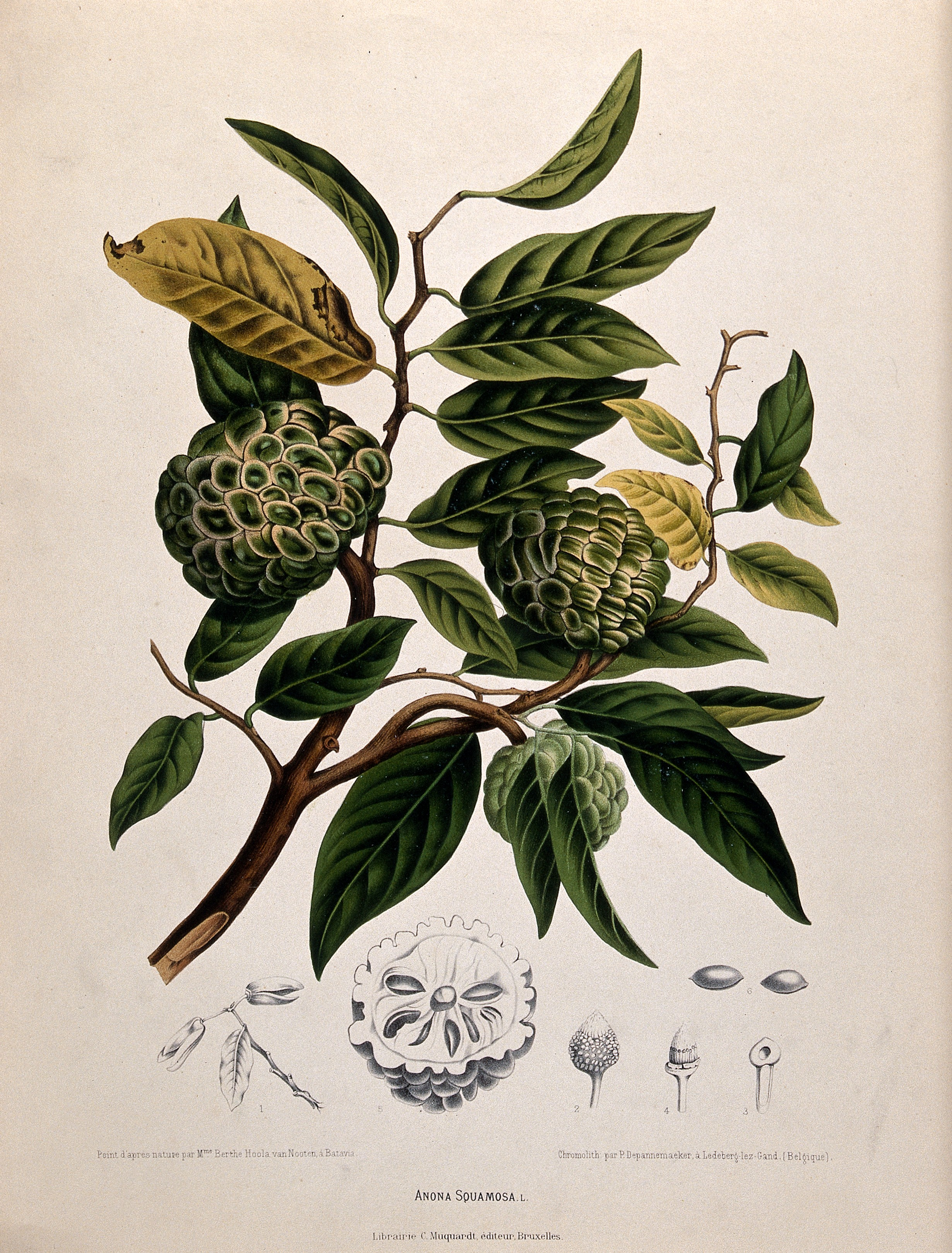
Illustration

### Vegetative Merkmale
Der Zimtapfel wächst als halbimmergrüner Strauch oder kleiner Baum mit Wuchshöhen von 3 bis 6, selten bis zu 8 Metern. Die Baumkrone ist offen und ausladend mit unregelmäßig verteilen Ästen. Der Stamm ist relativ kurz, ohne Brettwurzeln. Die relativ dünne Borke ist hell-braun, glatt bis leicht in Platten rissig, auf ihr sind Blattnarben deutlich erkennbar. Die innere Borke ist hell-gelb und etwas bitter. Die Rinde der Zweige ist anfangs spärlich flaumig behaart und später verkahlend mit hell-braunen Lentizellen. Die Zweige können etwas zickzack-förmig sein.
Die wechselständig und zweizeilig angeordneten Laubblätter sind in Blattstiel und -spreite gegliedert. Der grüne Blattstiel ist meist 5 bis 12 (4 bis 22) Millimeter lang und spärlich flaumig behaart oder kahl. Die derbe, einfache und ganzrandige Blattspreite ist bei einer Länge von meist 8 bis 11 (5 bis 17) Zentimetern sowie einer Breite von 2 bis 5,5, selten bis zu 7,5 Zentimetern eiförmig, -lanzettlich oder elliptisch bis länglich oder lanzettlich bis seltener verkehrt-eiförmig. Die Spreitenbasis ist breit-keilförmig bis gerundet und das Spreitenende spitz oder stumpf. Die Spreitenflächen sind blaugrün, oder die Blattoberseite ist matt-grün und flaumig behaart, später verkahlend; die -unterseite ist heller und flaumig behaart. Es sind auf beiden Seiten des Mittelnerves 8 bis 15 Seitennerven vorhanden. Die Laubblätter werden relativ spät und in der Trockenzeit weitgehend abgeworfen. Zerriebene Laubblätter duften aromatisch.

### Generative Merkmale
Der schlanke, spärlich behaarte Blütenstandsschaft ist 2 bis zu 3 Zentimeter lang und verlängert sich bis zur Fruchtreife. Die Blüten stehen einzeln im oberen Bereich junger Zweigen oder in Gruppen von zwei bis zu vier Blüten gegenüber den Laubblättern oder an endständig an Kurztrieben. Die Trag- und Deckblätter sind winzig und fein behaart. Der kahle Blütenstiel ist 11 bis 12, selten bis zu 25 Millimeter lang.
Der Zimtapfel ist vorweiblich, protogyn. Die duftende und zwittrige Blüte ist bei einem Durchmesser von 2 bis 3 Zentimetern radiärsymmetrisch und dreizählig. Die drei nur an ihrer Basis verwachsenen Kelchblätter sind bei einer Länge von 1,5 bis 3 Millimetern sowie einer Breite von 3 bis 4 Millimetern dreieckig mit spitzem oberen Ende und flaumig behaarter oder kahler Unterseite. Es gibt zwei Kreise mit je drei Kronblättern. Die drei äußeren Kronblätter sind fleischig, dick, außen gelb-grün sowie hell-grün innen mit purpurfarben oder dunkelroten Flecken an ihrer etwas verbreiterten Basis und auf der Innenseite am Grund rötlich, in der unteren Hälfte gekielt und bei einer Länge von 1,5 bis 3 Zentimetern sowie einer Breite von 0,5 bis 0,9 Zentimetern elliptisch bis stumpf-eilanzettlich oder länglich bis lanzettlich-länglich mit einer wenig konkaven Basis, auf der Oberseite verdickt und auf der Unterseite gefurcht und flaumig behaart. Die drei inneren Kronblätter sind nur rudimentär ausgebildet und schuppenförmig, winzig, gekielt und eiförmig; oder sie fehlen. Die vielen weißen, gebogenen Staubblätter sind keulenförmig, länglich und mit 1 bis 3 Millimetern relativ kurz und etwa gleich lang wie die inneren Kronblätter. Die Stempel stehen beim Öffnen der Blüte zu mehreren röhren- kegelförmig zusammen und verwachsen später. Die an einer erhabenen Achse angeordneten weißen, länglichen Fruchtblätter sind während der Anthese frei, davor an ihrer Basis zu an seiner Basis fein behaarten Fruchtknoten verwachsen. Je Fruchtblatt ist nur eine Samenanlage vorhanden. Der relativ kurze Griffel endet in einer eiförmig-lanzettlich oder schmal-konioschen Narbe.
Die Frucht hängt an einem verdickten Fruchtstiel. Es werden Sammelfrüchte gebildet, die bei einer Länge von 5 bis 10 Zentimetern sowie bei einem Durchmesser von 5 bis 7,5 Zentimetern meist mehr oder weniger rundlich bis ei- oder kegelförmig, beim Ansatz des Stiels eingebuchtete Sammelbeeren sind. Die Sammelfrucht ist zur Reife grün, gelb-grün oder violett und oft bereift. Die Scheinfrucht ist aus stark gewölbten, eiförmigen schuppenförmigen Teilfrüchten zusammengesetzt, die sich bei Reife leicht voneinander lösen. Das sogenannte „Fruchtfleisch“, die Pulpe ist creme-weiß und im reifen Zustand weich und von saftig-breiiger, fein körniger Konsistenz mit süßem Geschmack und angenehmem Geruch. In jeder Frucht befinden sich zahlreiche (20 bis 38 oder mehr) Samen. Die glänzend dunkel-braunen, schwarz-braunen bis schwarzen, glatten Samen sind bei einer Länge von 1 bis 1,4 Zentimetern sowie bei einem Durchmesser von etwa 0,6 Zentimetern ellipsoid bis verkehrt-eiförmig oder verflacht eiförmig. Es gibt auch Sorten, die keine Samen produzieren.

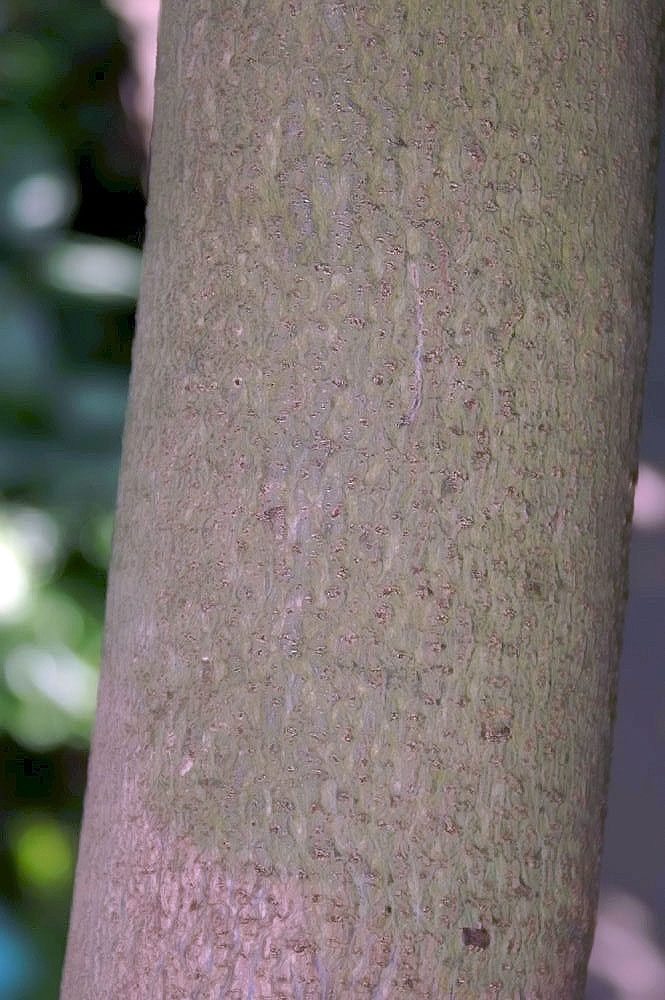
Borke
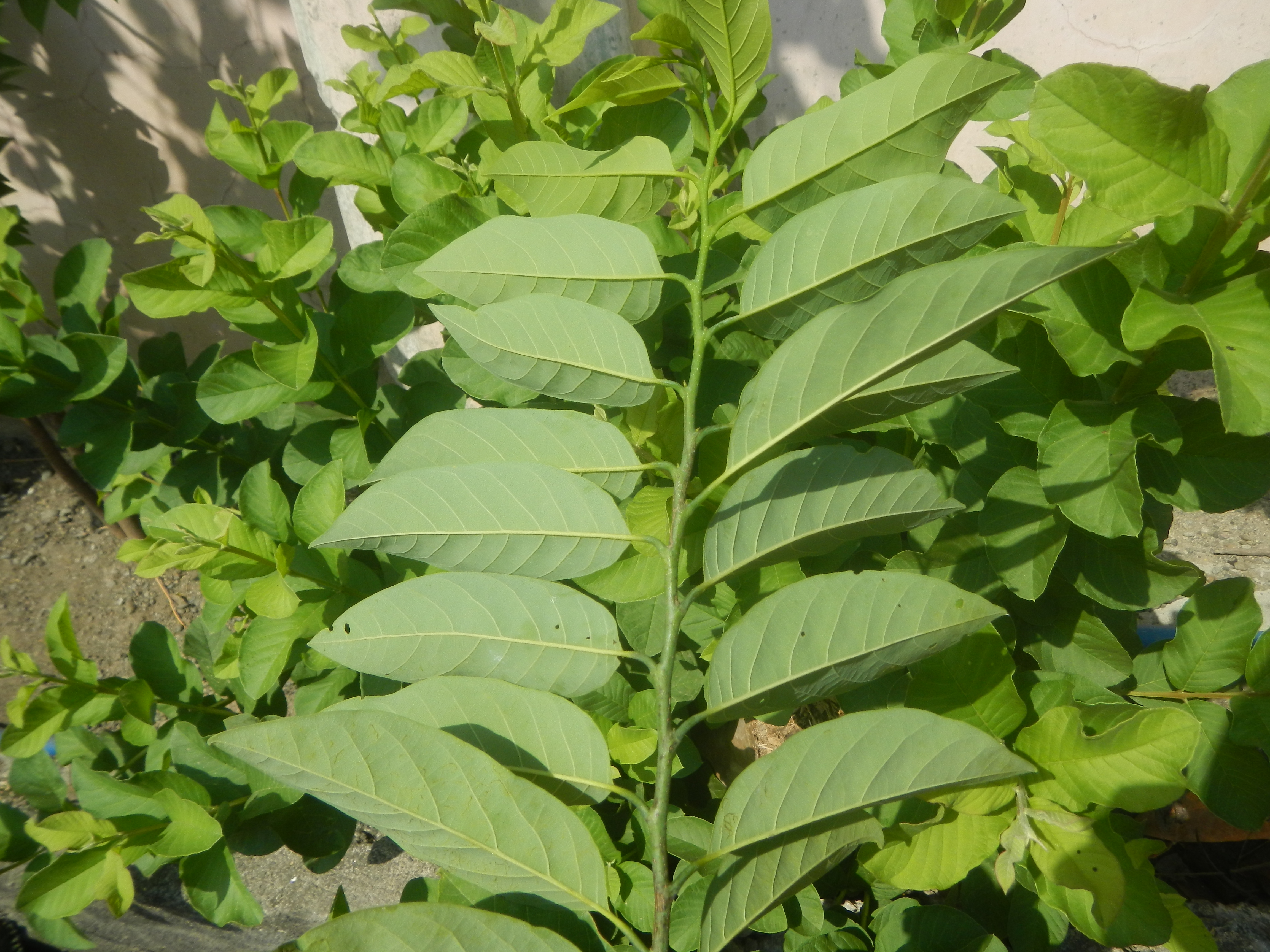
Zweigunterseite mit wechselständig und zweizeilig angeordneten Laubblättern

### Chromosomensatz
Die Chromosomenzahl beträgt 2n = 14 oder 18.

## Ökologie und Phänologie
Der Zimtapfel braucht in der Wachstumsphase ausreichend Wasser, kann aber auch lange Trockenzeiten blattlos überstehen.
Im Alter von drei bis vier Jahren bildet ein Pflanzenexemplar die ersten Früchte. In Puerto Rico auf den Jungferninseln blüht und fruchtet der Zimtapfel während des ganzen Jahres. In Indien fallen die Laubblätter im Januar/Februar und werden im April/Mai neu gebildet, gleichzeitig mit der Blütezeit und die Früchte reifen dort im Juli bis August.
Die Bestäubung erfolgt durch Käfer.

## Vorkommen
Der Zimtapfel stammt aus der Neotropis, sein ursprüngliches Verbreitungsgebiet konnte man im 20. Jahrhundert nicht rekonstruieren. Wester vermutete 1912, dass Annona squamosa im tropischen Südamerika und auf den Karibischen Inseln ursprünglich verbreitet war. Im 21. Jahrhundert sind Wissenschaftler, beispielsweise Pinto et al. 2005 der Meinung, dass das Ursprungsgebiet nur das Tiefland von Zentralamerika ist. Von dort wurde Annona squamosa über ganz Mexiko und weite Gebiete der Neotropis schon vor Kolumbus durch den Menschen verbreitet. Es ist auch eine häufige Art auf den Karibischen Inseln, dort ist sie mindestens seit 1689 nachgewiesen.
Die natürlichen Habitate von Annona squamosa liegen im Tiefland tropischer bis randtropischer Gebiete an den wärmsten und trockensten Standorten Zentralamerikas vom 23° N bis 23° S Breitengrad. Im US-Bundesstaat Florida gedeiht Annona squamosa verwildert an trockenen sandigen Standorten und trockenen „Hammocks“ (kleinen, etwas erhabenen Waldinseln im flachen Feuchtgebiet) und in Puerto Rico werden als Standorte Dickichte, Straßenränder und Täler in den südlichen Distrikten angegeben und auf Saint John sowie den US-Jungferninseln ist Annona squamosa entlang von Straßenrändern und im Sekundärwald verwildert. Auf den Bahamas gedeiht Annona squamosa im Buschland. Im nördlichen Teil des australischen Bundesstaats Queensland ist Annona squamosa in Weiden, in Wäldern und entlang von Straßenrändern. In Kolumbien kommt Annona squamosa in feuchten Tropenwäldern vor und in Ecuador in Küstenregionen. Verwildert gedeiht Annona squamosa in Indien hauptsächlich auf kleinen Hügeln, auf steinigen Böden und im Ödland, besonders in trockenen Gebieten niedriger Höhenlagen.
Er ist weltweit in tropischen bis subtropischen Gebieten einer der beliebtesten Obstbäume. Nach Norden reichen die Anbaugebiete bis Florida, Ägypten und China. Neben den Habitaten der natürlichen Vorkommen funktionieren als Anbaugebiete auch feuchte Regionen und oft wird der Zimtapfel in semiariden Gebieten angebaut, beispielsweise im nordöstlichen Brasilien. Der Zimtapfel wächst im tropischen bis subtropischen Klima in niederschlagsreichen und wechselfeuchten Gebieten.
Annona squamosa wird in vielen tropischen Gebieten angebaut und verwildert, besonders in trockenen Gebieten, oft. Annona squamosa ist bei Randall: Global Compendium of Weeds, 2012 gelistet. In einigen Gebieten gilt Annona squamosa als invasive Pflanzenart, beispielsweise Französisch-Polynesien und Nauru im Pazifik oder Mayotte im Indischen Ozean. Auch in Jamaika sowie Kambodscha und auf vielen tropischen Inseln ist Annona squamosa ein Neophyt.
Annona squamosa gedeiht in Höhenlagen von 0 bis 2000 Metern bei Jahresdurchschnittstemperaturen bis zu 41 °C und bei durchschnittlichen Jahresniederschlägen oberhalb von 700 Millimetern. Annona squamosa toleriert ein breites Spektrum an Böden, beispielsweise in gut-drainierten und tief steinigen Böden, aber besonders gut in lockeren sandigen Lehmböden.

## Systematik
Die Erstveröffentlichung von Annona squamosa erfolgte 1753 durch Carl von Linné in Species Plantarum, Tomus I, S. 537. Das Artepitheton squamosa stammt aus dem Lateinischen und bedeutet „schuppig“ und beschreibt die aus „Schuppen“ zusammengesetzten Sammelfrüchte dieser Art. Synonyme für Annona squamosa L. ist Annona asiatica L., Annona cinerea Dunal, Annona forskahlii DC., Annona glabra Forssk., Guanabanus squamosus (L.) M.Gómez, Xylopia frutescens Sieb. ex Presl, Xylopia glabra L.
Annona squamosa ist eine Art aus der Gattung Annona. Der Name der Gattung Annona wurde zuerst von Francisco Hernandez de Toledo verwendet und geht wahrscheinlich auf das Wort „anon“ für die aus der Sprache der Taíno zurück.

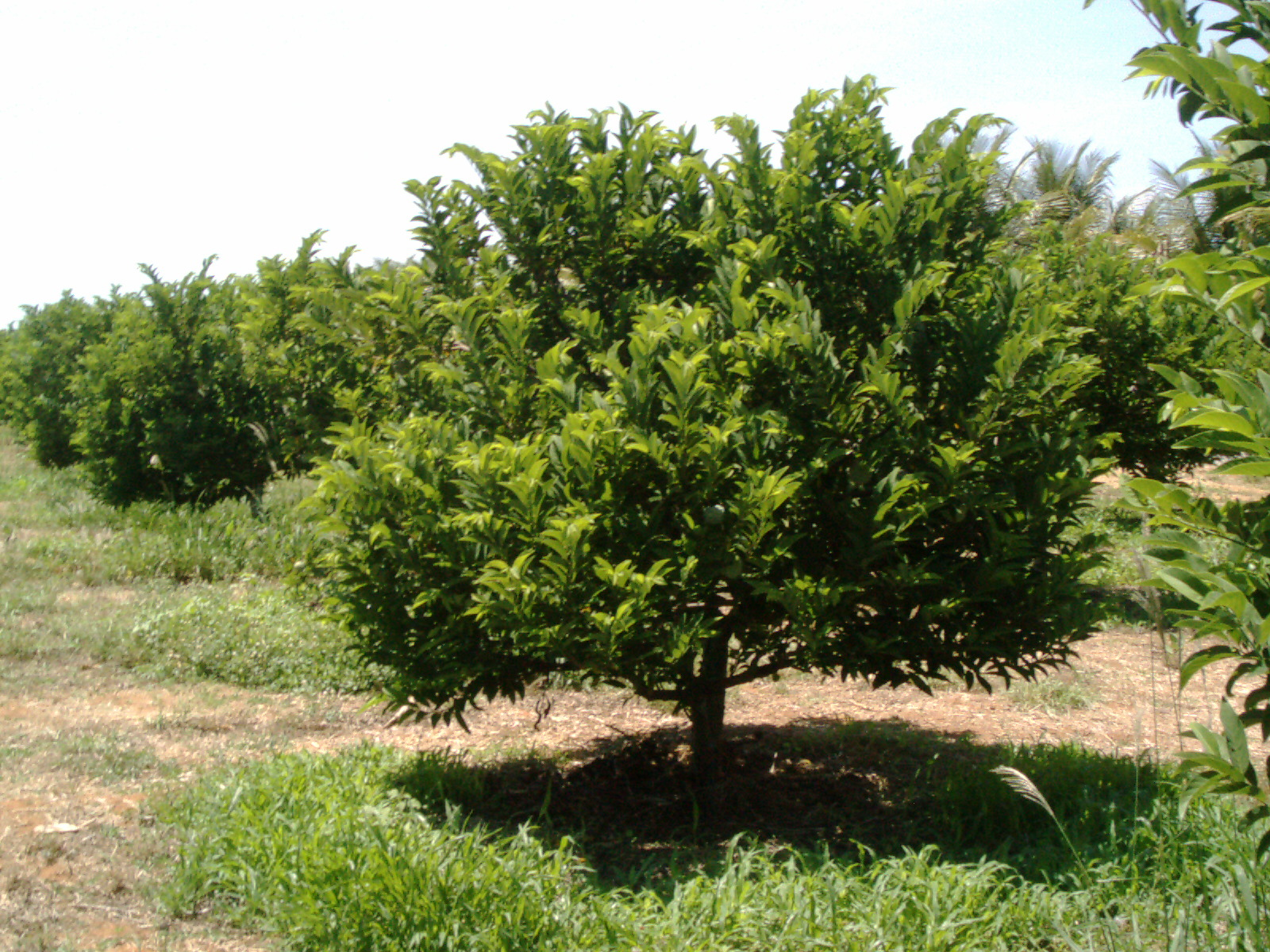
Plantage

## Verwendung
Die Früchte des Zimtapfels gehören zum schmackhaftesten Obst der Tropen. Die Früchte werden meist roh gegessen. Zum Verzehr werden die reifen Früchte aufgebrochen und ohne Schalen und Samen aus der Hand gegessen oder ausgelöffelt. Das Fruchtfleisch (Pulpe) wird auch zu Eis verarbeitet oder mit Wasser gemischt als Getränk verwendet. 50 bis 80 % der Frucht sind essbar. Der Vitamin-C-Gehalt ist mit 35 bis 42 mg/100 g etwas höher als bei der Grapefruit. Ein weiterer wichtiger Inhaltsstoff der Frucht ist Thiamin = Vitamin B1.
Die Kerne der Samen sind jedoch giftig und verursachen Darmbeschwerden. Unzerkaute, verschluckte Samen mit intakter Schale sind jedoch harmlos. Breiumschläge aus den Blättern werden zur Behandlung von Wunden und Geschwüren verwendet. Der Blattsud ist verdauungsfördernd und wird auch für Rheumabäder und zum Fiebersenken verwendet. Die unreifen Früchte, die Blätter und die Borke werden gegen Durchfallerkrankungen genommen. Das Samenpulver wird als Insektizid eingesetzt.
Ausgewachsene Bäume können jährlich 20 bis 50 Früchte tragen. Da die Blüten nur wenige Stunden zur Befruchtung geöffnet sind, kann der Ertrag durch künstliche Bestäubung gesteigert werden, was den Ertrag je Baum auf 100 Früchte anheben kann.
Annona squamosa liefert gutes Feuerholz. Das Splintholz ist gelb und das Kernholz wiegt wenig und ist weich und wenig wert.
Die medizinische Wirkung der Blätter, Borke und Wurzeln wurde untersucht. Unreife Früchte sind adstringent.
Annona squamosa wird als Schattenbaum gemeinsam mit vielen anderen tropischen Nutzpflanzen angepflanzt. Annona squamosa wird als Zierpflanze in tropischen Parks und Gärten verwendet.

## Trivialnamen in anderen Ländern und Sprachen
Die Sorten von Annona squamosa werden in vielen Gebieten der Welt angebaut und jeweils gibt es dort Trivialnamen (Auswahl):
anon (Bolivien, Costa Rica, Kuba, Panama); anon de azucar, anon domestico, hanon, mocuyo (Kolumbien); anona blanca (Honduras, Guatemala, Dominikanische Republik); anona de castilla (El Salvador); anona de Guatemala (Nicaragua); applebush (Grenadinen); ata, fruta do conde, fruta de condesa, frutiera deconde, pinha, araticutitaia, or ati (Brasilien); ates or atis (Philippinen); atte (Gabun); chirimoya (Guatemala, Ecuador); cachiman (Argentinien); cachiman cannelle (Haiti); kaneelappel (Surinam); pomme cannelle (Guadeloupe, Französisch-Guyana, Französisch West Africa); rinon (Venezuela); saramulla, saramuya, ahate (Mexiko); scopappel (Niederländische Antillen); sweetsop (Jamaica, Bahamas); ata, luna, meba, sharifa, sarifa, sitaphal, sita pandu, custard apple, scaly custard apple (Indien); bnah nona, nona, seri kaya (Malaysia); manonah, noinah, pomme cannelle du Cap (Thailand); qu a na (Vietnam); mang cau ta (Kambodscha); mak khbieb (Laos); 番荔枝 = fan li zhi = fan-li-chi (China); sarikaja, atis (Indonesien)
Trivialnamen nach Sprachen geordnet:
- in Englischer Sprache: Sweetsop, sweet sop, sugar apple, sugar-apple, auch custard apple (so wird aber meist Annona reticulata genannt).[6][2]
- in Arabischer Sprache: gishta[2]
- in Bengalischer Sprache: ata[2]
- in Portugiesischer Sprache: atta, fructa do conde[2]
- in Spanischer Sprache: candongo, chirimoya, fructo do conde, anón, anona blanca, pinha, saramuya, anona[2]
- in Niederländischer Sprache: kannelappel[2]
- in Französischer Sprache: cachiman canelle, pomme de cannelle, attier[2]
- in Malaysischer Sprache: nona sri kaya, sri kaya, buah nona[2]
- in Vietnamesischer Sprache: na, mang câú ta[2]
- in Italienischer Sprache: pomo canella[2]
- in Javanischer Sprache: sirkaja[2]
- in Thailändischer Sprache: lanang, makkhiap, noina[2]
- Kreolisch: cachiman[2]
- Filipino: atis[2]
- Khmer: tiep baay, tiep srôk[2]
- Lao (Sino-Tibetanisch): khièb[2]
- Hindi: sitaphal, ata, sharifa[2]
- Sanskrit: sitaphal[2]
- Swahili: mtomoko, mtopetope[2]
- Urdu: sharifa[2]

## Weiterführende Literatur
- Chengyao Ma, Yayun Chen, Jianwei Chen, Xiang Li, Yong Chen: A Review on Annona squamosa L.: Phytochemicals and Biological Activities. In: The American Journal of Chinese Medicine. Volume 45, Issue 5, 2017, S. 933–964, doi:10.1142/S0192415X17500501
- Manoj Kumar et al.: Custard Apple (Annona squamosa L.) Leaves: Nutritional Composition, Phytochemical Profile, and Health-Promoting Biological Activities. In: Biomolecules. Volume 11, Issue 5, 2021, 614, doi:10.3390/biom11050614.